# پورت آیساک
پورت آیساک (به انگلیسی: Port Isaac) یک روستا در بریتانیا است که در St Endellion واقع شده‌است. پورت آیساک ۷۲۱ نفر جمعیت دارد.